# مارک زتل
مارک زتل (انگلیسی: Mark Zettl؛ زادهٔ ۲۸ دسامبر ۱۹۹۸) بازیکن فوتبال اهل آلمان است.